# جف آیرس
جف آیرس (انگلیسی: Jeff Ayres؛ زادهٔ ۲۹ آوریل ۱۹۸۷ ‏(۳۸ سال)) بازیکن بسکتبال اهل ایالات متحده آمریکا است.
از باشگاه‌هایی که در آن بازی کرده‌است می‌توان به لس آنجلس کلیپرز، سن آنتونیو اسپرز، پورتلند تریل بلیزرز، و ایندیانا پیسرز اشاره کرد.